# Morals for Men
Morals for Men è un film muto del 1925 diretto da Bernard H. Hyman. Fu l'unica regia di Hyman che aveva già firmato alcuni film come sceneggiatore ma che, in seguito, avrebbe continuato la sua carriera cinematografica da produttore.

## Trama
Joe Strickland è un ingegnere civile sposato con Bessie Hayes, una donna dal passato torbido. Credendo che Joe voglia rubare i loro risparmi, lei lo accusa e i due si separano. Bessie apre un salone di manicure, sposando il ricco Harvey Larkin. Ma, subito dopo le nozze, Larkin comincia a trascurare la moglie.
Intanto Joe salva dall'annegamento una ragazza della buona società, Marion Winslow. La relazione che ne nasce porta sulla buona strada Joe che abbandona la vita precedente per sposarsi con lei. Un giorno viene contattato da Bessie, che gli chiede aiuto perché ricattata da Frank Bowman, un uomo che minaccia di rivelare il suo passato al marito. Marion, a scoprire che Joe rivede Bessie, si ingelosisce e inizia a parlare di divorzio. Quando Bessie, per sfuggire al ricatto, confessa tutto al marito, questi la butta fuori di casa. Disperata e convinta che nessuno potrà mai più perdonare i suoi peccati, rimette a posto le cose tra Marion e Joe, e poi si uccide.

## Produzione
Il film fu prodotto dalla Tiffany Productions.

## Distribuzione
Distribuito dalla Tiffany Productions, il film venne presentato in prima a New York 16 novembre 1925.